# Kungsängens kyrka
Kungsängens kyrka (tidigare Stockholms-Näs kyrka) är en kyrkobyggnad som tillhör Kungsängen-Västra Ryds församling i Uppsala stift. Kyrkan ligger i samhället Kungsängen i Upplands-Bro kommun.

## Kyrkobyggnaden
I sin nuvarande form består kyrkan av ett rektangulärt långhus med ett rakt avslutat kor i öster. Vid långhusets sydvästra sida finns ett vapenhus och vid korets norra vägg finns en sakristia. Väggarna är vitputsade och har en stomme av gråsten. Gavlar, omfattningar och valv är av tegel. Samtliga byggnadsdelar täcks av spånklädda sadeltak. Kyrkorummet kan nås via huvudingången vid långhusets västra kortsida samt genom vapenhusets ingång i söder.

### Tillkomst och medeltida ombyggnader
Ursprungliga kyrkan i romansk stil uppfördes tidigt på 1200-talet och bestod av långhus med smalare kor i öster. Av denna återstår de båda västra travéerna i nuvarande långhus. Omkring år 1300 revs det gamla koret och triumfbågen. Kyrkan förlängdes åt öster och blev en salkyrka med rakt kor av samma bredd som långhuset. Cirka hundra år senare uppfördes nuvarande sakristia med kryssvalv. Under 1400-talets senare del tillkom nuvarande vapenhus med kryssvalv. Samtidigt välvdes långhuset och koret med kryssvalv och kyrkan dekoreras med kalkmålningar på väggar och valv. Det var länge oklart huruvida kyrkan målats under medeltiden eller ej, men i samband med en restaurering 1994 hittades fragment av måleri i en valvkappa samt till vänster om ingångsporten under lager av puts och limfärg. Måleriet täcktes dock åter över efter upptäckten.

### Ombyggnader efter medeltiden
Under 1600-talet och 1700-talet utfördes reparationer och ombyggnadsarbeten. En omfattande restaurering företogs 1776 då fönstren fick sin nuvarande form. Södra långväggens tre fönsteröppningar förstorades och tre nya fönster togs upp på norra långväggen. Predikstolen flyttades från södra sidan till sin nuvarande plats på norra sidan. En trappa togs upp från sakristian till predikstolen. Vapenhuset omvandlades till materialbod och södra portalen murades igen. I långhusets västra vägg togs en ny ingång upp och ovanför denna togs ett runt fönster upp. För att uppnå likformighet omformades östra korfönstret till ett rundfönster. Åren 1881–1882 genomfördes en hårdhänt restaurering efter ritningar av arkitekt Oskar Erikson då kyrkans utseende förändrades totalt. Alla gavlar murades upp med trappavsatser och alla taklister försågs med rundbågfriser. Ett litet torn restes upp på västra gavelns tak. Trappgavlar och torn murades upp av högrött tegel. Takens spånbeklädnad ersattes med korrugerad plåt. Koret fick ett gjutet cementgolv.

### Sentida ombyggnader
Kyrkan fick sitt nuvarande utseende vid en restaurering som utfördes åren 1920–1922 under ledning av professor Martin Olsson. 1880-talets tillskott avlägsnades och kyrkan återställdes i överensstämmelse med äldre avbildningar. En omfattande grundförstärkning genomfördes eftersom svåra sprickor hade påvisats i kyrkans östra del. Vid en undersökning år 1918 hade man funnit att östra delen i motsats till den västra inte vilar på berg. Taken fick sin nuvarande beklädnad med svarttjärade spån. Långhusets östra och västra gavelrösten fick takprydnader av smidesjärn med vindflöjlar. Samtidigt restaurerades interiören. En del av dessa arbeten, bland annat sluten bänkinredning och konservering av predikstol och altaruppsats, verkställdes först 1945 och 1948. 1951–1952 byggdes vapenhuset om till bisättningsrum.
1960 byggdes ett columbarium och 1972 tillkom en kapellbyggnad som ett annex till kyrkan och i anslutning till columbariet. Kapellbyggnaden uppfördes efter ritningar av arkitekterna Hans Matell och Anders Nordström och tillkom på grund av ett ökat innevånarantal i Kungsängen. I samband med kapellbyggnadens tillkomst inreddes kyrkans vapenhus till samtalsrum.

## Inventarier
- Dopfunten är från slutet av 1200-talet och tillverkad av gotländsk kalksten. Den är av typen paradisfunt. Tillhörande dopfat av silver är skänkt till kyrkan 1940. Intill altaret står en ännu äldre dopfunt från början av 1200-talet. Cuppan är av kalksten och foten av grovhuggen sandsten.
- Predikstolen tillverkades 1635 av snidaren Mikael Reckner i Strängnäs. 1776 flyttades predikstolen till sin nuvarande plats på norra sidan. 1944 togs predikstolens ursprungliga färger fram.
- Orgeln är byggd 1832 av Per Zacharias Strand och ombyggd 1970 av Olof Hammarberg i Göteborg. Orgeln har 22 stämmor, två manualer och pedal. Gamla fasadpiporna är ljudande medan orgelhuset är nytt.
- En skulptur av den korsfäste Jesus hänger i korbågen. Figuren är tillverkad av lind på 1500-talet och korset av ek är från 1200-talet. Skulpturen renoverades 1927 av Alfred Nilsson då hårt åtgångna delar som händer och fötter nytillverkades och patinerades i samma färg som övriga skulpturen.
- Altaret är byggt av putsat tegel varpå vilar en skiva av kalksten. Troligen tillkom nuvarande altare 1776. På altarets framsida tillkom 1796 en sandstensplatta med ett inhugget bibelspråk från Job 19. Under altaret finns en medeltida källare som har använts till att förvara nattvardsvin.
- Altartavlan är signerad G W Svedman 1796 och har motivet Kristi förklaring.
- Ovanför orgelläktaren hänger den äldre altartavlan som antagligen är en 1700-talskopia efter en italiensk mästare.
- Vid altaret står en halvmeterhög korsfästelsegrupp som är tillverkad i södra Tyskland på 1700-talet. Gruppen består av Jesus på korset och vid korsfoten står aposteln Johannes, Jungfru Maria samt Maria från Magdala.
- En klumpigt formad ljushållare av finkornig sandsten är från medeltiden. Förmodligen har ljushållaren varit kapitäl på en kolonnett från 1200-talet.
- En tvåarmad ljusstake i mässing, avsedd för fyra ljus, är från slutet av 1600-talet.
- I kyrkan finns två nummertavlor. Ena tavlan är från 1781 och andra från 1832.
- En järnbeslagen offerkista är från 1700-talet.
- Ett kalkkläde i karmosinröd atlas med guldbroderier är daterat 1697. En mässhake av småblommig vit silverbrokad med guldbroderi är från 1728. På framsidan finns bokstäverna IHS och på baksidan finns ett kors. En mässhake i svart sammet är inköpt 1822. På framsidan finns en solsymbol med tetragrammaton och på baksidan ett kors med törnekrona och tre spikar.
- 2019 byggde Ålems Orgelverkstad AB en orgel med två manualer och pedal.

| Man I. Huvudverk | Man II. Svällverk     | Pedal         | Koppel   |
| ---------------- | --------------------- | ------------- | -------- |
| Principal 8'     | Vox retusa 8'         | Subbas 16'    | II/I     |
| Gedackt 8'       | Flauto fistula 8'     | Violoncell 8' | II/P     |
| Fugara 8'        | Salicional 8'         | Oktava 4'     | I/P      |
| Oktava 4'        | Salicional-Piffaro 8' | Basun 16'     | II 16'/I |
| Flöjt 4'         | Principal 4'          |               |          |
| Quinta 3'        | Spetsflöjt 4'         |               |          |
| Oktava 2'        | Waldflöjt 2'          |               |          |
| Mixtur III       | Cornett II            |               |          |
| Trumpet 8'       | Oboe 8'               |               |          |
|                  | Tremulant             |               |          |

## Omgivning
- På en mindre höjd drygt tvåhundra meter väster om kyrkan står en klockstapel av rödmålat trä med svart spåntak. Troligen uppfördes stapeln år 1640. Under senare delen av 1600-talet och början av 1700-talet utfördes flera reparationer. En omfattande renovering genomfördes 1750 då taket fick sitt nuvarande utseende. Från början var klockstapeln en öppen konstruktion med spånbeklädnad på bärstolparna, men någon gång efter 1750 kläddes den in med brädor. Från början stod klockstapeln söder om kyrkan. Flyttningen till den nuvarande platsen gjordes i början av 1950-talet då den lyftes upp med domkrafter och ställdes på räls och drogs långsamt till sin nuvarande plats. Stapeln monterades alltså inte ned utan flyttades i sin helhet.
- Kyrkogården omges av en kallmurad bogårdsmur av vald och kluven gråsten. Nuvarande mur tillkom huvudsakligen på 1800-talet. Under 1900-talet har en del omläggningar och kompletteringar gjorts. En kyrkogårdsmur omnämns tidigast år 1659 och var då uppförd av kalkbruk och hade spånbelagt trätak.
- En numera försvunnen stiglucka uppfördes 1693. 1758 reparerades dess port av murarmästare Boberg. Var stigluckan låg vet man inte.

## Bildgalleri

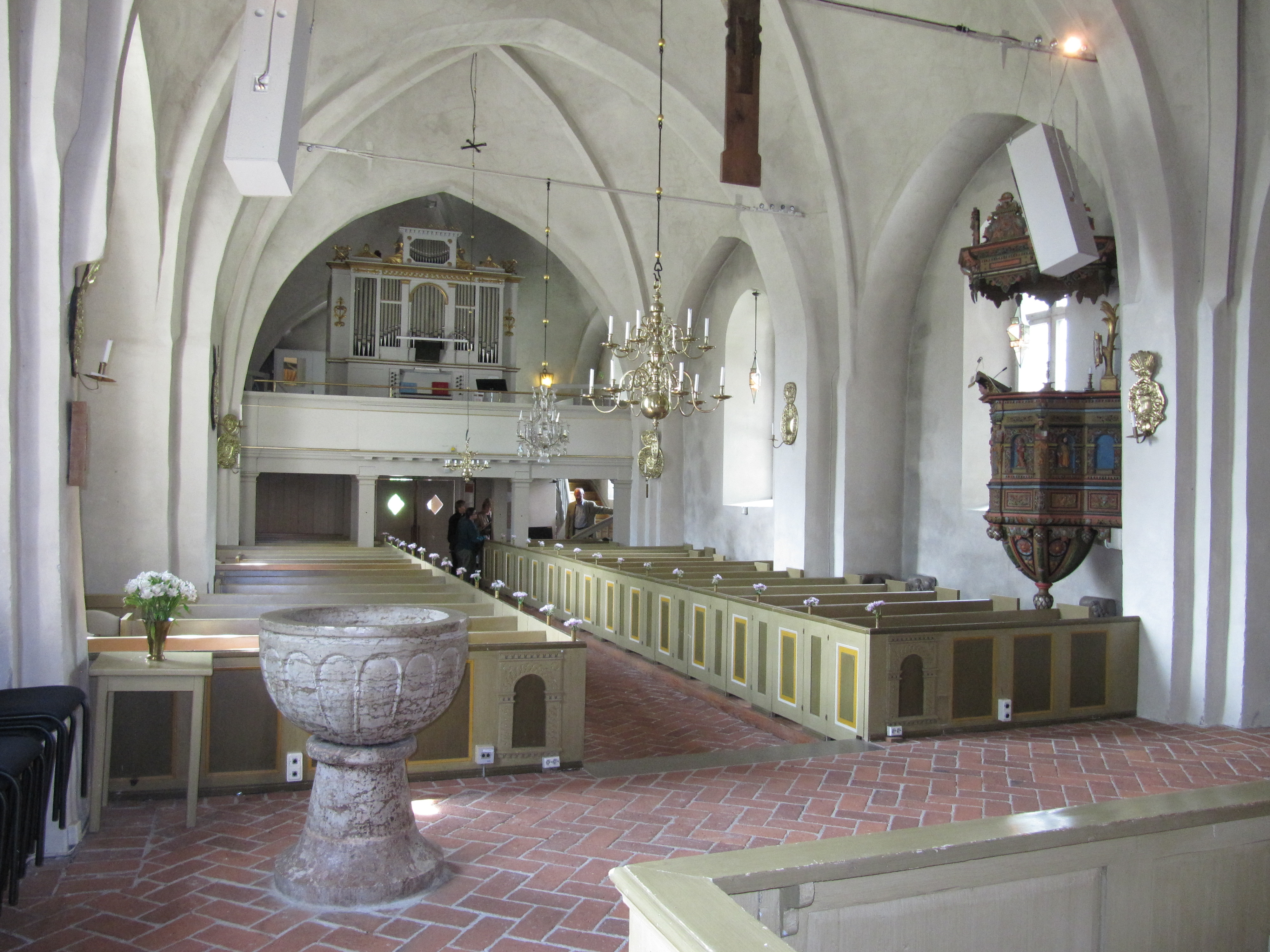
Kyrkorum mot väster
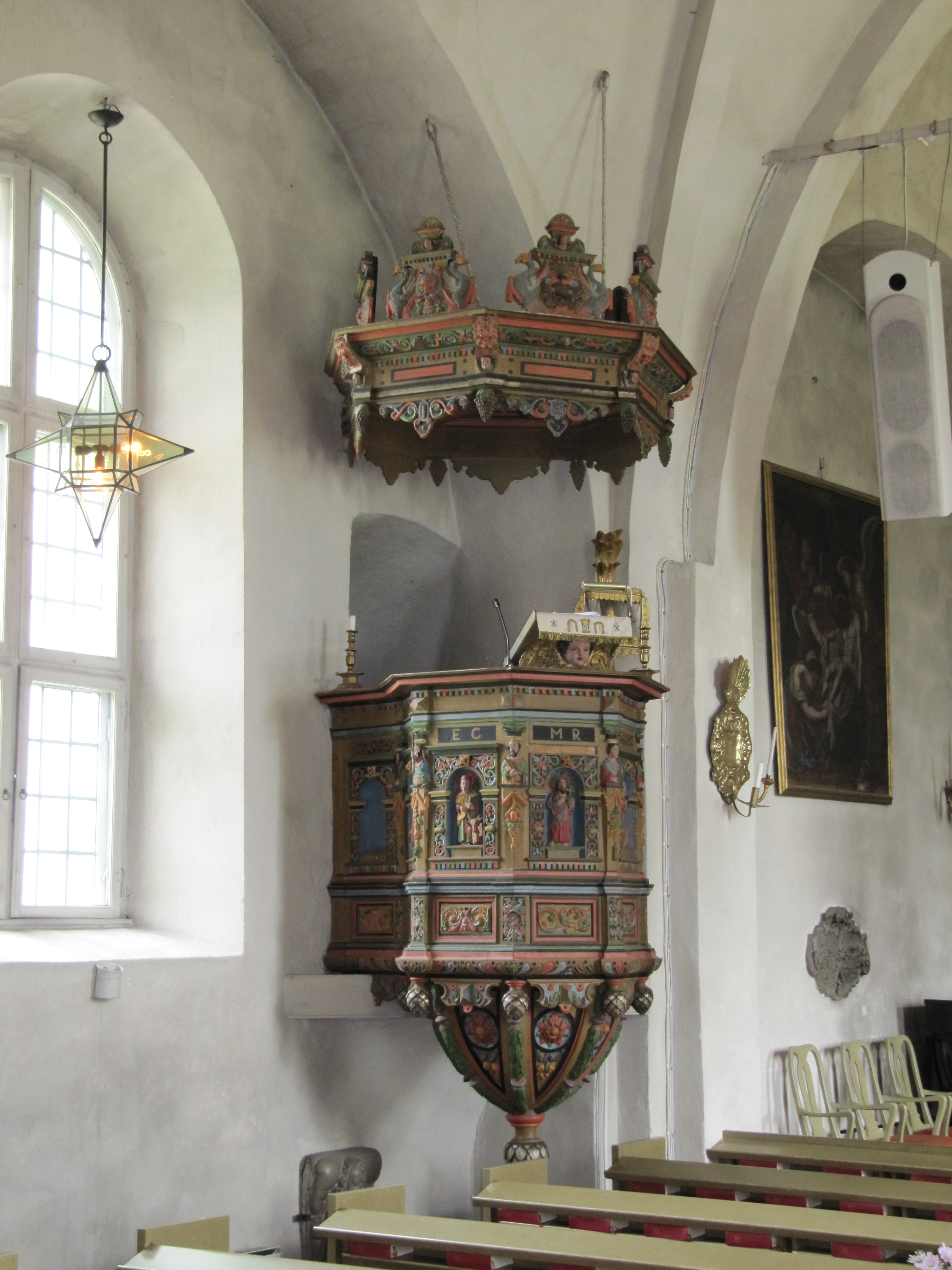
Predikstol
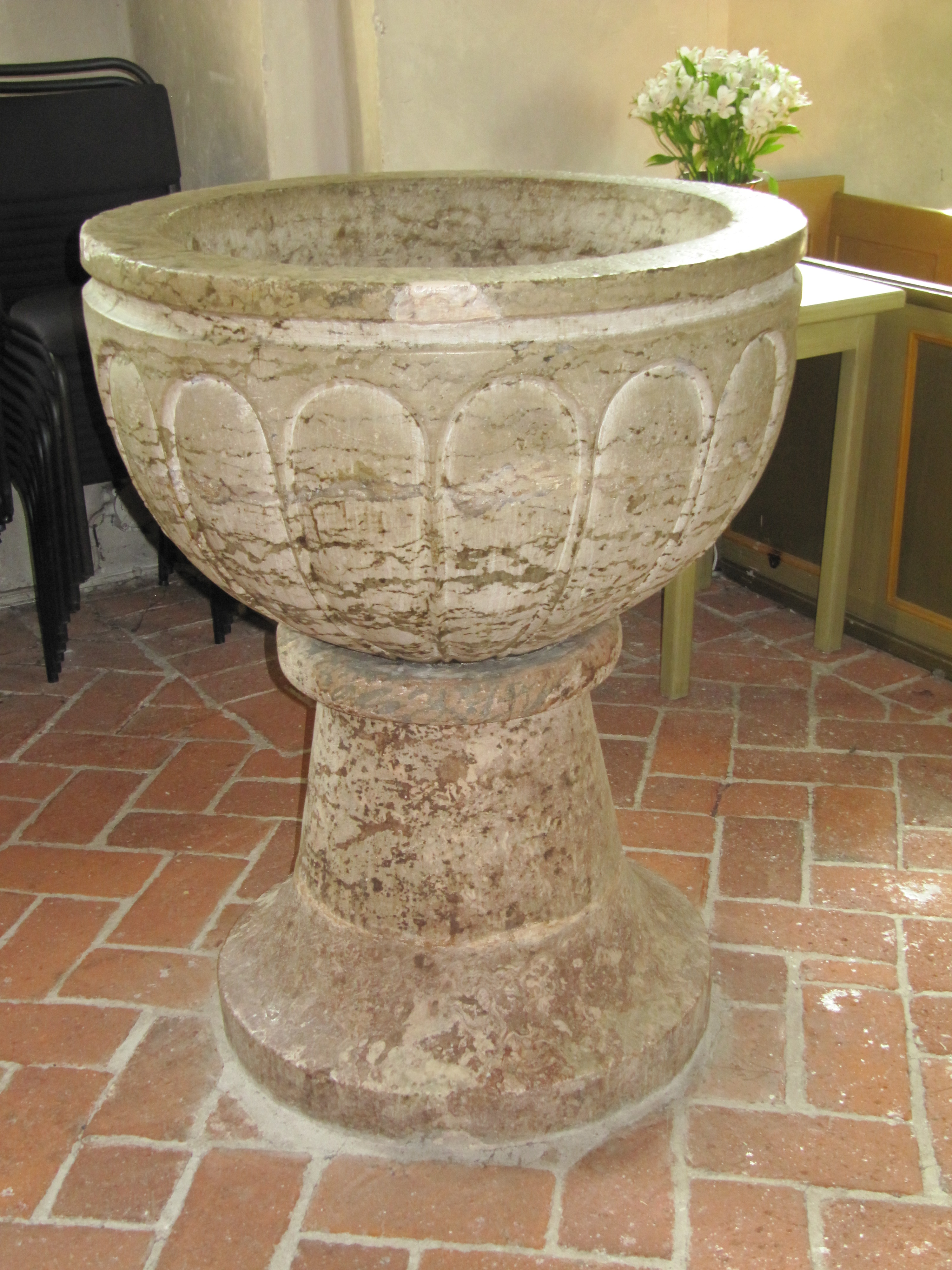
Dopfunt
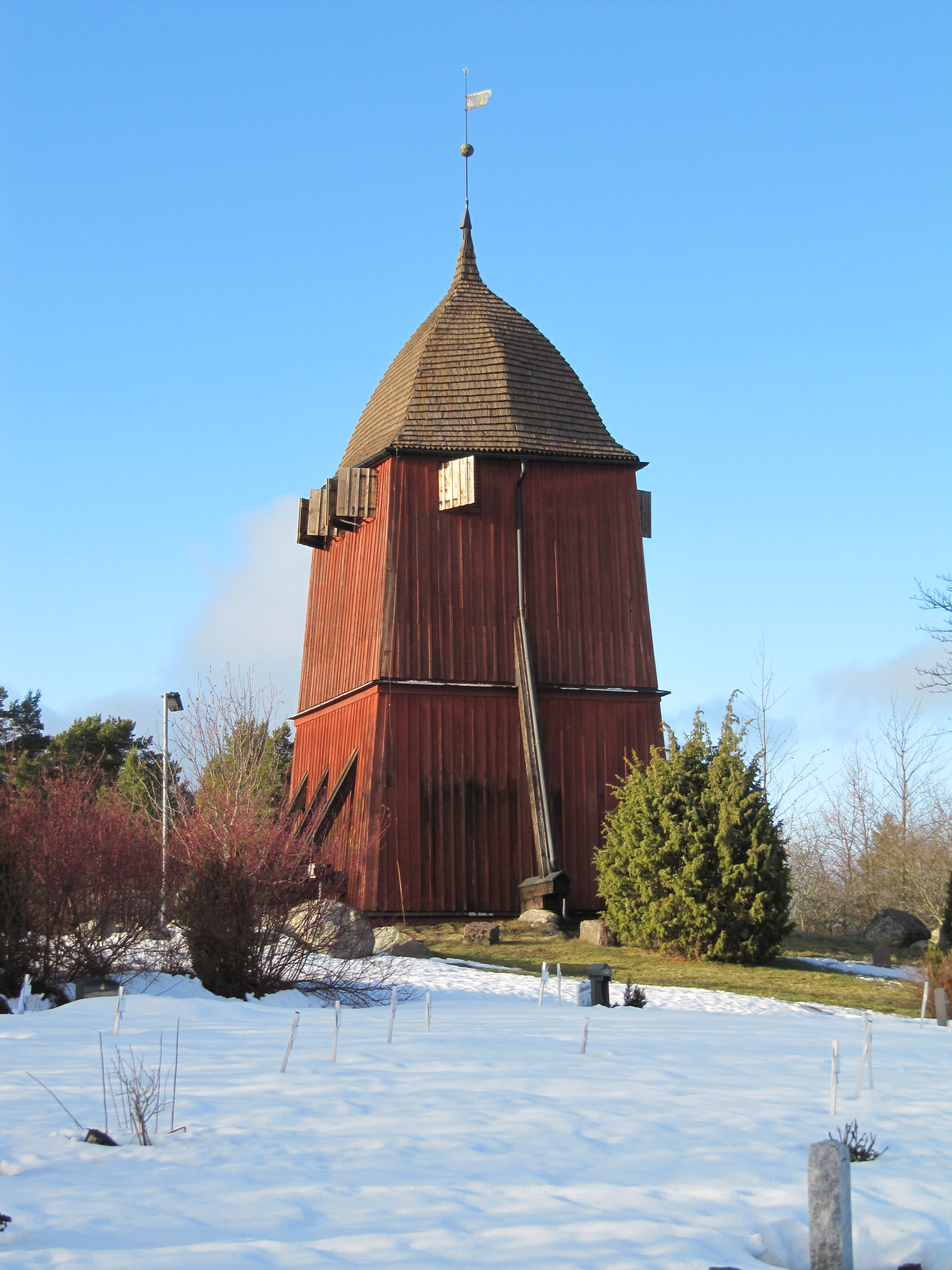
Klockstapeln
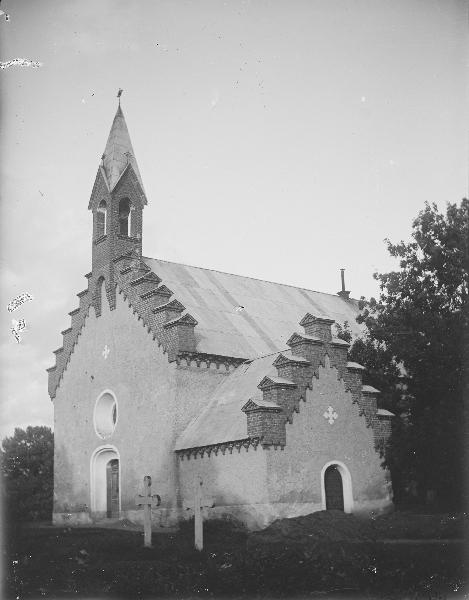
Kyrkan omkring år 1920